# Medalla de la Reina del Sudan

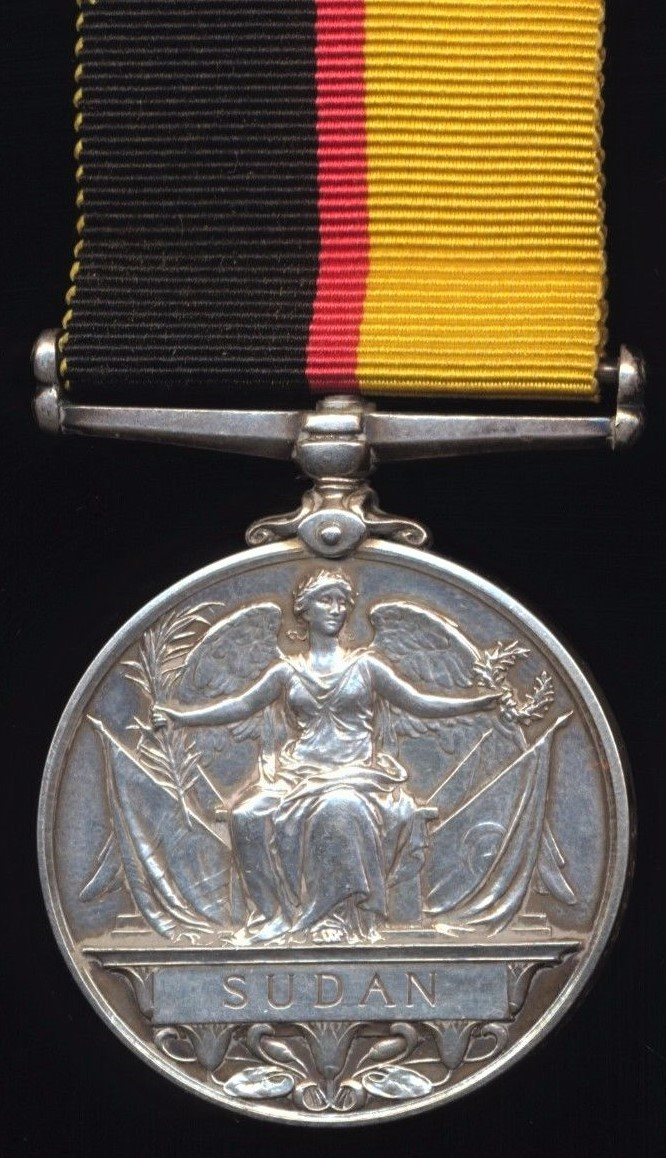
Revers

La Medalla de la Reina del Sudan va ser autoritzada el març de 1899 i concedida a les forces britàniques i egípcies que van participar en la campanya del Sudan entre juny de 1896 i setembre de 1898.
La campanya reflectia el desig britànic de revertir les derrotes de la guerra mahdista a la dècada de 1880, així com la preocupació que França i altres potències europees aprofitessin la inestabilitat del Sudan per adquirir parts del seu territori. Inicialment només hi va participar l'exèrcit egipci. Les unitats de l'exèrcit britànic es van unir des de principis de 1898, amb dues brigades britàniques presents a la victòria decisiva a Omdurman el 2 de setembre de 1898, en la qual va participar Winston Churchill. Disset membres de la Royal Navy i 27 Royal Marines que van ajudar a manejar les canoneres del Nil també van rebre la medalla.
La medalla va ser atorgada en plata als soldats dels exèrcits britànic i egipci, i en bronze a un petit nombre de no combatents, format per seguidors autoritzats, servidors d'oficials i mossos de l'exèrcit indi.
Tots els destinataris de la Medalla de la Reina també van rebre la Medalla del Kediv del Sudan.

## Descripció
- Una medalla circular, de 36,5 mil·límetres (1,44 polzades) de diàmetre, dissenyada per G. W. de Saulles.[1]
- Anvers: una figura coronada de mig llarg de la reina Victòria amb la llegenda VICTORIA REGINA ET IMPERATRIX.
- Revers: un sòcol amb la inscripció SUDAN sostingut per lliris del Nil, on hi ha una figura de la victòria amb una corona de llorer i una branca de palmera. Darrere d'ella hi ha les banderes britàniques i egípcies.[5]
- Cinta: la cinta de 31,7 mil·límetres (1,25 polzades) d'ample és meitat groga, meitat negra amb una fina franja vermella divisòria.[6]
- Fermalls: no se n'atorgà cap.[6]
- Nom: el nom i les dades del destinatari estaven gravats a la vora. Els adjudicats a les tropes egípcies i sudaneses van ser nomenats en escriptura àrab, amb alguns premiats sense nom.[1]